# Thank You (álbum de Jamelia)
Thank You es el segundo álbum publicado por la cantante de R&B Británica Jamelia. El álbum es una mezcla de R&B y Pop, y fue publicado de tres formas diferentes entre los años 2003 y 2004 y contiene los Hit Singles "Bout", "Superstar", "Thank You", "See It In A Boy's Eyes" y "DJ". Existen también versiones internacionales que incluye el dueto con el cantante italiano Tiziano Ferro. El álbum fue certificado como Disco de Platino en el 2004, además, vendió más de 7 000 000 de copias en todo el mundo.[cita requerida]

## El disco

### Versión 1
La versión 1 de "Thank You" fue publicada el 29 de septiembre del 2003 en el Reino Unido e Irlanda. El primer sencillo del disco fue "Bout", junto con el rapero Rah Digga, que fue publicado en junio del 2003 y alcanzó el #37 en el UK Singles Charts. El segundo sencillo fue el Mega-Hit "Superstar", que entró en las Listas Inglesas en el #8, pero consiguió subir al #3 en octubre del 2003, compitiendo con una dura competencia de Sophie Ellis Bextor con su #1 sencillo "Mixed Up World" o el grupo inglés Sugababes con "Hole In The Head". El sencillo recibió el Disco de Platino y fue su segundo Top 10 Hit.
Pero, de todos modos, cuando su primera versión del álbum fue publicado, el disco solo llegó al #65 en el UK Albums Charts, vendiendo menos de 180 000 copias entre el Reino Unido e Irlanda, dónde llegó al #74.

### Versión 2
Después del éxito del sencillo "Superstar", pero del fracaso del disco, "Thank You" fue reeditado en marzo del 2004, incluyendo dos canciones nuevas. Después del éxito del tercer sencillo, "Thank You", el disco fue publicado en el Reino Unido y toda Europa, Australia y Asia, con mucho éxito. Los dos siguientes sencillos serían las dos nuevas canciones, "See It In A Boy's Eyes", coescrito con el cantante de Coldplay Chris Martin, y el quinto y último sencillo "DJ". Este sencillo llegó al #4 en UK.
El disco fue calificado de disco de oro por el BPI en marzo del 2004, solo 5 días después de su re-publicación. En total, de "Thank You" se vendieron más de 7,000,000 de copias en todo el mundo, más de 1 500 000 solo en el Reino Unido.

### Versión 3
La versión 3 del disco "Thank You" se publicó el 8 de noviembre del 2004 en todo el mundo, con el que incluía el sencillo "See It Ia A Boy's Eyes", e incluía el nuevo sencillo "Stop", incluida en la Banda sonora original de la película inglesa "Bridget Jones 2: The Edge Of Reason".
Esta nueva versión tuvo poco éxito, debido a que el público ya había adquirido la anterior versión del disco, y muchos de ellos no compraron la 3ª versión. El disco vendió menos de 50 000 copias en el Reino Unido, y 40 000 copias a nivel internacional.

## El Tracklisting
| 1. Bout - Featuring Rah Digga 2. Off Da Endz - Featuring Asher D 3. Taxi 4. Thank You 5. Dirty Dirty 6. B.I.T.C.H. 7. Superstar 8. Life 9. Club Hoppin' - Rap By Bubba Sparxxx 10. Antidote 11. Cutie 12. Bounce | 1. Superstar 2. Thank You 3. DJ/Stop 4. See It In A Boy's Eyes 5. Taxi 6. Dirty Dirty 7. Club Hoppin' - Rap By Bubba Sparxxx 8. Cutie 9. Bounce 10. Bout - Featuring Rah Digga 11. Off Da Endz - Featuring Asher D 12. B.I.T.CH. 13. Life 14. Antidote |

### B-Sides y Bonus Tracks
For You ["Bout" B-Side]
Girlfriend ["Bout" B-Side]
Same-ish ["Thank You" B-Side]
Bad ["Thank You" B-Side]
Numb (Jo Whiley Live Lounge Acoustic) ["See It In A Boys Eyes" B-Side]
* Álbum de Francia - Bonus Tracks: Thank You [Dueto Con Singuila] (canción 2)
* Álbum de China y Japón - Bonus Tracks: Superstar [Bob'Reef' Tewlow Remix] (canción 15), Superstar [Copenhanicas Remix] (canción 16) Superstar [Ayo Supersar JD Remix] (canción 17)
* Internacional Album - Bonus Track: Universal Prayer Feat. Tiziano Ferro (canción 3)

## Trayectoria en las Listas

### Versión 1
| Position | 65 | 86 | 142 | 209 | Out |

| Position | 74 | 128 | Out |

### Versión 2 - Reeditada
| Posición | 4 | 4 | 7 | 8 | 5 | 6 | 10 | 10 | 15 | 16 | 18 | 20 | 21 | 27 | 30 | 34 | 38 | 40 | 35 | 40 | 41 | 48 | 56 | 69 | 75 | 80 | 94 | 99 | 102 | 114 | 125 | 137 | 150 | 180 | 198 | 210 | Out | Out |

| Posición | 5 | 6 | 9 | 10 | 12 | 16 | 20 | 19 | 24 | 36 | 40 | 32 | 30 | 19 | 25 | 41 | 47 | 57 | 69 | 84 | 98 | 107 | 109 | 118 | 124 | 179 | 217 | 240 | Out | Out |

| Posición | 57 | 69 | 77 | 89 | 112 | 167 | 188 | 218 | Out | Out |

| Posición | 2 | 1 | 1 | 2 | 1 | 2 | 3 | 5 | 6 | 9 | 8 | 10 | 11 | 15 | 18 | 20 | 25 | 26 | 30 | 39 | 40 | 45 | 50 | 60 | 66 | 70 | 75 | 80 | 99 | 108 | 116 | 128 | 134 | 169 | 199 | 228 | Out | Out |

| Posición | 2 | 2 | 4 | 3 | 7 | 10 | 9 | 10 | 11 | 13 | 16 | 19 | 20 | 24 | 29 | 30 | 35 | 41 | 45 | 40 | 35 | 26 | 30 | 49 | 55 | 74 | 86 | 94 | 100 | 105 | 119 | 134 | 136 | 177 | 219 | Out | Out | Out |

| Posición | 60 | 52 | 56 | 68 | 77 | 84 | 99 | 109 | 123 | 157 | 199 | 201 | 218 | 274 | Out | Out |

| Posición | 56 | 74 | 100 | 187 | Out | 155 | 110 | 99 | 84 | 69 | 77 | 88 | 95 | 107 | 123 | 164 | 210 | 238 | Out | Out |

### Versión 3 - Reeditada
| Posición | 75 | 99 | 108 | 154 | Out |

| Posición | 100 | 155 | Out |

| Posición | 88 | 144 | 200 | Out | - |

- Datos: Q3985499